# The First Conspiracy
The First Conspiracy è il primo album in studio del gruppo musicale svedese The (International) Noise Conspiracy, pubblicato nel 1999.

## Tracce
1. The First Conspiracy – 1:14
2. Abolish Work – 2:40
3. A New Language – 2:32
4. Do U Know My Name? – 2:11
5. T.I.M.E.B.O.M.B. – 3:37
6. The Sin Crusade – 2:02
7. The Blast-Off – 1:40
8. Young Pretenders Army – 2:12
9. I Swear If U Do – 2:20
10. Airports – 1:57
11. Introduction To The... – 2:31
12. Black Mask – 2:24